# 占有者
是一部2020年的科幻心理恐怖片，由布兰登·柯南伯格编剧和导演。该片是加拿大和英国的国际合拍片。
《占有者》于2020年1月25日在圣丹斯电影节进行全球首映，2020年10月2日由霓虹和Elevation Pictures在美国和加拿大发行。它于2020年11月27日由签名娱乐公司（Signature Entertainment）在英国发行。